# Поцілунок Кармен
Поцілунок Кармен (англ. Carmen's Kiss) — британський фільм 2010 року.

## Сюжет
Трагічна історія поліцейського сержанта на ім'я Джо, що закохався в циганську дівчину, яка стала жертвою східно-європейської банди сексуальної работоргівлі. Джо рятує її з рабства і починає любити так, як жоден чоловік досі не любив.

## У ролях
- Хьюго Спір — Джо
- Вів'єн Харві — Кармен
- Джон-Пол Гейтс — Пітер
- Брюс Пейн — Майкл
- Мартін Коув — Дрейтон
- Джазз Діман — Кен Девіс
- Лорен Меддокс — Ольска
- Каріна Корнелл — Тамсін
- Джейсон Крут — головний бандит
- Девід Фейрмен — таксист
- Барбара Горна — Роза
- Кіт Хау — викидайло
- Мішель Кернохан — господиня
- Даніель Лоус — наречена
- Дерек Б.С. МакАллістер — гравець
- Ражан Міран — офіціант
- Шон Рікафранка — гравець
- Ніал Стюарт — помічник Дрейтона
- Ріккі Тараскас — Пєтров
- Сюзанна Тодд — Бьянка
- Пол Вайффен — гравець, в титрах не вказаний